# El Corsario de Hierro
El Corsario de Hierro és un personatge de ficció de còmic i una sèrie de còmic d'aventures, creada pel guionista Víctor Mora Pujadas i el dibuixant Ambrós, va començar a publicar-se el 1970 al setmanari d'humor Mortadelo de l'Editorial Bruguera. L'obra té nombroses afinitats amb altres famosos còmics d'aventures creats amb anterioritat per Víctor Mora, com El Capitán Trueno o El Jabato, però, a diferència d'aquests, pertany al subgènere de pirates.
El Corsario de Hierro és un aventurer que si el situéssim en un període històric real, seria entre finals del 1600 i el 1700. Les seves aventures transcorren en un ambient de mar, vaixells i pirateria. A les seves aventures l'acompanyen, el forçut Mac Meck, que és un pastor d'origen Escocès, alt, fort i molt primari. Un altre dels seus acompanyants és Merlini, un mag Itàlia, l'aspecte d'aquest és molt estrafolari, extremadament prim i amb els cabells drets. El seu aspecte i el fet que els seus trucs de màgia sempre solen acabar malament, el porta a ser el personatge còmic del grup.

## Trajectòria editorial
El Corsario de Hierro, va ser un dels últims còmics d'aventures publicats per l'Editorial Bruguera, en una època en què l'interès pel gènere començava a declinar. Els seus creadors van ser els mateixos que als anys cinquanta havien donat vida al gran èxit de l'editorial, El Capitán Trueno, Víctor Mora i Ambrós, que portaven diversos anys sense treballar en equip. La sèrie va comptar a més amb la promoció addicional de ser publicada a les pàgines de la revista de més tirada de Bruguera, la nounada Mortadelo, compartint espai amb la reeixida sèrie d'Ibáñez, Mortadel·lo i Filemó.
La sèrie es va publicar, amb algunes interrupcions, en els 544 primers números de la revista Mortadelo, durant uns deu anys. No obstant això, a partir del número 463 de Mortadelo, Mora va decidir abandonar la sèrie, que va ser confiada a altres guionistes, l'Argentí, Juan Manuel González Cremona i l'Espanyol José Luis Baró Sesé.
El 1973 es va començar a recopilar el material dins de la "Col·lecció Grandes Aventuras Juveniles", que compartia amb altres sèries de grafisme realista de la casa: Astroman, Aventura en el Fondo del Mar, Dani Futuro, Roldán sin Miedo, El Sheriff King i Supernova.
Quatre anys després, es va publicar a la Sèrie Vermella de la col·lecció "Joyas Literarias juveniles", se'n publicaren 58 números, i entre el 1978 i 1981 es van publicar cinc volums que suposadament recollien totes les aventures del personatge.
El 2004 Ediciones B va publicar una reedició de la sèrie, i el 2009 va llançar una edició de format gegant.

## Argument
Víctor Mora, afirma haver situat aquesta historieta al segle xvii, després del Gran incendi de Londres, però la trama abunda en anacronismes i successos inversemblants.
El protagonista, quan encara era un nen veu com Lord Benburry, assassina el seu pare. Sen encara un nen és adoptat per La Vella Dama del Mar i es converteix en pirata, dedicant-se a atacar preferentment els vaixells de Lord Benburry, ennoblit ja per Carles II d'Anglaterra gràcies a les riqueses adquirides en la seva innoble tasca. L'antic pirata "Mà Blava", no s'arriba a explicar mai perquè la seva mà deixa de ser blava en la seva vellesa. Pateix gota crònica, és un dels nobles favorits de la cort, i encara que ha abandonat la pirateria segueix invertint en tot tipus d'activitats legals, però immorals com el tràfic d'esclaus, l'explotació de nens, o la colonització d'Amèrica del Nord.
És en una estada a la presó que el Corsari coneix els dos personatges que donaran l'adequat contrapunt còmica les seves historietes: el gegantí escocès Mac Meck i l'extravagant mag italià Merlini (que no deixen de recordar als Goliath i Crispín de El Capitán Trueno o, més encara, al Taurus i Fideo de Mileto d'El Jabato). Mac Meck és un bonàs pastor escocès amb una força descomunal que entra en còlera quan li ridiculitzen pel seu "kilt" mentre que Merlini és un escarransit prestidigitador aficionat, que sempre es fica en embolics a causa dels seus fracassats "Gioco di mani", de fet aspira a convertir-se en alquimista de prestigi, i somia en dirigir una empresa d'espectacles. Merlini és el gran personatge còmic de la sèrie, més rica en humor que les anteriors de Víctor Mora.

## Guionistes
- Víctor Mora Pujadas. (Barcelona, 1931) és un escriptor, traductor i guionista de còmics català.
- Juan Manuel González Cremona. Guionista d'origen argentí. La seva ideologia peronista el porta a rebutjar la dictadura del general Jorge Videla. Això el va portar a exiliar-se, a Barcelona.[4] Va fer guions, de El Corsario de Hierro, a partir de l'aventura titulada, Rapto en Venecia, publicada a la revista Mortadelo, del número 415 al 416, a partir d'aquesta historieta, substitueix a Víctor Mora, i en alguns casos comparteix el guió amb altres guionistes.[5]

- José Luis Baró Sesé. És un guionista català, va escriure l'últim episodi de la sèrie, titulat, Rescate Peligroso. Aquest episodi es va publicar per primera vegada a la revista Mortadelo entre els números 537 i el 544.[5] Posteriorment, es va recopilar al número,58 de Grandes Aventuras Juveniles, Serie Roja. Pseudònims; Lewis Varren.[5]

## Personatges secundaris
- Lady Roxana, és la neboda de Lord Benburry, enamorada, com no podia ser d'altra manera, del Corsari.
- Princesa Bianca Di Orsini, és una dama veneciana, amiga del Corsari, també enamorada d'aquest.
- Tio Giancarlo, alquimista de la Princesa Bianca Di Orsini, autor de nombrosos invents i admirat per l'inefable Merlini.
- Mediamb i Tamak, esclaus alliberats pel Corsari.
- Capitana Dagas, rival del Corsari que acaba per convertir-se en la seva aliada.
- Des Brieux, lloctinent de la Capitana Dagas i platònicament enamorat d'ella.
- Colibrí, dona índia que està a punt de casar-se amb el Corsari.
- Foxie, cap de la guàrdia de Lord Bemburry
- Lord Archibald, germà de lord Bemburry a qui aquest li prova d'arrabassar les seves riqueses.
- Sinau d'Esmirna, mag bruixot enemic del corsari.
- Hassan, al Eunuc
- El boyardo Tamaroff.
- Turjan Pacha.
- El condottiere Negre.

## Serialització
| Títol de l'Episodi              | Publicat a la revista Mortadelo numero | Data de Publicació.                                | Guionista / Dibuixant        |
| ------------------------------- | -------------------------------------- | -------------------------------------------------- | ---------------------------- |
| La mano azul.                   | Del 0 al 7                             | Del 16 de novembre de 1970 a l'11 de gener de 1971 | Víctor Mora Pujadas/Ambrós   |
| La vieja dama del mar.          | Del 8 al 15                            | Del 18 de gener al 8 de març de 1971               | Víctor Mora / Ambrós         |
| Los mercaderes de ébano.        | Del 16 al 23                           | Del 15 de març al 3 de maig de 1971                | Víctor Mora / Ambrós         |
| En la boca del lobo.            | Del 24 al 31                           | Del 10 de maig al 28 de juny de 1971               | Víctor Mora / Ambrós         |
| El secreto de los espejos.      | Del 32 al 39                           | Del 5 de juliol al 23 d'agost de 1971              | Víctor Mora / Ambrós         |
| El tesoro de Marco Polo.        | Del 40 al 47                           | Del 30 d'agost al 18 d'octubre de 1971             | Víctor Mora / Ambrós         |
| El secreto del Pergamino.       | Del 48 al 55                           | Del 25 d'octubre al 13 de desembre de 1971         | Víctor Mora / Ambrós         |
| La pagoda de los Mil Suplicios. | Del 56 al 63                           | Del 20 de desembre de 1971 al 7 de febrer de 1972  | Víctor Mora / Ambrós         |
| El Prisionero de Argel.         | Del 64 al 71                           | Del 14 de febrer al 3 de d'abril de 1972           | Víctor Mora / Ambrós         |
| El Circo de Bambadabum.         | Del 72 al 79                           | Del 10 d'abril al 29 de maig de 1972               | Víctor Mora / Ambrós         |
| Ambición Frustrada.             | Del 80 al 87                           | Del 5 de Juny al 24 de Juliol de 1972              | Víctor Mora / Ambrós         |
| La Cautiva de Ispaham.          | Del 88 al 95                           | Del 31 de juliol al 18 de setembre de 1972         | Víctor Mora / Ambrós         |
| El Boyardo Tamaroff.            | Del 96 al 103                          | Del 25 de setembre al 13 de novembre de 1972       | Víctor Mora / Ambrós         |
| Naufragio en las Tinieblas.     | Del 104 al 111                         | Del 20 de novembre de 1972 al 8 de gener de 1973   | Víctor Mora / Ambrós         |
| La Tumba Flotante.              | Del 112 al 119                         | Del 15 de gener al 5 de març de 1973               | Víctor Mora / Ambrós         |
| La Cautiva del Sultán.          | Del 120 al 127                         | Del 12 de març al 30 d'abril de 1973               | Víctor Mora / Ambrós         |
| El Terremoto.                   | Del 128 al 135                         | Del 7 de maig al 25 de juny de 1973                | Víctor Mora / Ambrós         |
| Conjura en Venecia.             | Del 136 al 143                         | Del 2 de juliol al 20 d'agost de 1973              | Víctor Mora / Ambrós         |
| Enigma en los Cárpatos.         | Del 144 al 151                         | Del 27 d'agost al 15 d'octubre de 1973             | Víctor Mora / Ambrós         |
| Los Húsares de la Muerte.       | Del 152 al 159                         | Del 22 d'octubre al 10 de desembre de 1973         | Víctor Mora / Ambrós         |
| El Castillo del Terror.         | Del 160 al 167                         | Del 17 de desembre de 1973 al 4 de gener de 1974   | Víctor Mora / Ambrós         |
| Un Emir para Talath.            | Del 168 al 175                         | De l'11 de febrer a l' 1 d'abril de 1974           | Víctor Mora / Ambrós         |
| El Desquite de Bindambo.        | Del 176 al 183                         | Del 8 d'abril al 27 de maig de 1974                | Víctor Mora / Ambrós         |
| El Baile de Benburry Manor.     | Del 184 al 191                         | Del 3 de juny al 22 de juliol de 1974              | Víctor Mora / Ambrós         |
| El Fugitivo de Dartmoor.        | Del 192 al 199                         | Del 29 de juliol al 16 de setembre de 1974         | Víctor Mora / Ambrós         |
| Rumbo al Nuevo Mundo.           | Del 200 al 207                         | Del 23 de setembre a l'11 de novembre de 1974      | Víctor Mora / Ambrós         |
| La Guerra del Canadá.           | Del 208 al 215                         | Del 18 de novembre de 1974 al 6 de gener de 1975   | Víctor Mora / Ambrós         |
| Entre Dos Fuegos.               | Del 216 al 223                         | Del 13 de gener al 3 de març de 1975               | Víctor Mora / Ambrós         |
| Los Comandos del Terror.        | Del 224 al 231                         | Del 10 de març al 28 d'abril de 1975               | Víctor Mora / Ambrós         |
| El Hombre de la Cara de Oro.    | Del 232 al 239                         | Del 5 de maig de 1975 al 23 de juny de 1975        | Víctor Mora / Ambrós         |
| Cayo Calaveras.                 | Del 240 al 247                         | Del 30 de juny al 18 d'agost de 1975               | Víctor Mora / Ambrós         |
| El Desquite de Zarango.         | Del 248 al 255                         | Del 25 d'agost al 13 d'octubre de 1975             | Víctor Mora / Ambrós         |
| La Isla de los Zombis.          | Del 256 al 263                         | Del 20 d'octubre al 8 de desembre de 1975          | Víctor Mora / Ambrós         |
| El Hechizo de Ogambo.           | Del 264 al 271                         | Del 15 de desembre de 1975 al 2 de febrer de 1976  | Víctor Mora / Ambrós         |
| La Ribera de Nunca Más.         | Del 272 al 279                         | Del 9 de febrer al 29 de març de 1976              | Víctor Mora / Ambrós         |
| La Lucha en Mayapíl.            | Del 280 al 287                         | Del 5 d'abril al 24 de maig de 1976                | Víctor Mora / Ambrós         |
| La Zíngara de Venecia.          | Del 288 al 295                         | Del 31 de Maig al 19 de Juliol de 1976             | Víctor Mora / Ambrós         |
| La Aldea Enbrujada.             | Del 296 al 303                         | Del 26 de juliol al 13 de setembre de 1976         | Víctor Mora / Ambrós         |
| La Boda de Bemburry.            | Del 304 al 311                         | Del 20 de setembre al 8 de novembre de 1976        | Víctor Mora / Ambrós         |
| La Dama de Winterpoole.         | Del 312 al 319                         | Del 15 de novembre de 1976 al 3 de gener de 1977   | Víctor Mora / Ambrós         |
| La Ciudad Sitiada               | Del 320 al 327                         | Del 10 de gener al 28 de febrer de 1977            | Víctor Mora / Ambrós         |
| Lucha hasta el Fin.             | Del 328 al 335                         | Del 7 de març al 25 d'abril de 1977                | Víctor Mora / Ambrós         |
| Una Cita en Alta Mar            | Del 336 al 343                         | Del 2 de maig al 20 de juny de 1977                | Víctor Mora / Ambrós         |
| El Prisionero de El Chacal      | Del 344 al 351                         | Del 27 de juny al 15 d'agost de 1977               | Víctor Mora / Ambrós         |
| Misterio en la Selva            | Del 352 al 359                         | Del 22 d'agost al 10 d'octubre de 1977             | Víctor Mora / Ambrós         |
| Tormenta Sobre Argel            | Del 384 al 391                         | Del 3 d'abril al 22 de maig de 1978                | Víctor Mora / Ambrós         |
| La estela del "Courage"         | Del 392 al 399                         | Del 29 maig al 17 de juliol de 1978                | Víctor Mora / Ambrós         |
| Golpe de Audacia                | Del 400 al 407                         | Del 24 de juliol a l'11 de setembre de 1978        | Víctor Mora / Ambrós         |
| Rapto en Venecia                | Del 415 al 416                         | Del 6 de novembre al 13 de novembre de 1978        | Cremona / Ambrós             |
| La Fragata Misteriosa           | Del 418 al 425                         | Del 27 de novembre de 1978 al 15 de gener de 1979  | Víctor Mora / Ambrós         |
| El Rapto de la Doncella         | Del 463 al470                          | Del 8 d'octubre al 26 de novembre de 1977          | Cremona / Ambrós             |
| Los Buitres del Mediterraneo    | Del 483 al 490                         | Del 25 de febrer al 14 d'abril de 1979             | Cremona / Ambrós             |
| La ciudad Olvidada              | Del 501 al 508                         | Del 30 de juny al 18 d'agost de 1979               | Cremona-Víctor Mora / Ambrós |
| Al Sur de Krakatoa              | Del 529 al 536                         | Del 12 de gener al 2 de març de 1981               | Víctor Mora / Ambrós         |
| Rescate Peligroso               | Del 537 al 544                         | Del 9 de març al 27 d'abril de 1981                | José Luis Baron / Ambrós     |

Nota: Als números de Mortadelo : 360 al 383, 408 al 414; 417; 426 al 462; 471 al 482; 491 al 500; i 509 al 528, No s'hi va publicar cap historieta de El Corsario de Hierro.